# Liste der Monuments historiques in Marines (Val-d’Oise)
Die Liste der Monuments historiques in Marines (Val-d’Oise) führt die Monuments historiques in der französischen Gemeinde Marines auf.

## Liste der Bauwerke
| Bezeichnung    | Beschreibung | Standort            | Kennzeichnung | Schutzstatus | Datum | Bild           |
| -------------- | ------------ | ------------------- | ------------- | ------------ | ----- | -------------- |
| Schloss        |              | Place Peyran (Lage) | PA00080118    | Inscrit      | 1984  | weitere Bilder |
| Kirche St-Rémi |              | (Lage)              | PA00080119    | Classé       | 1981  | weitere Bilder |

## Liste der Objekte

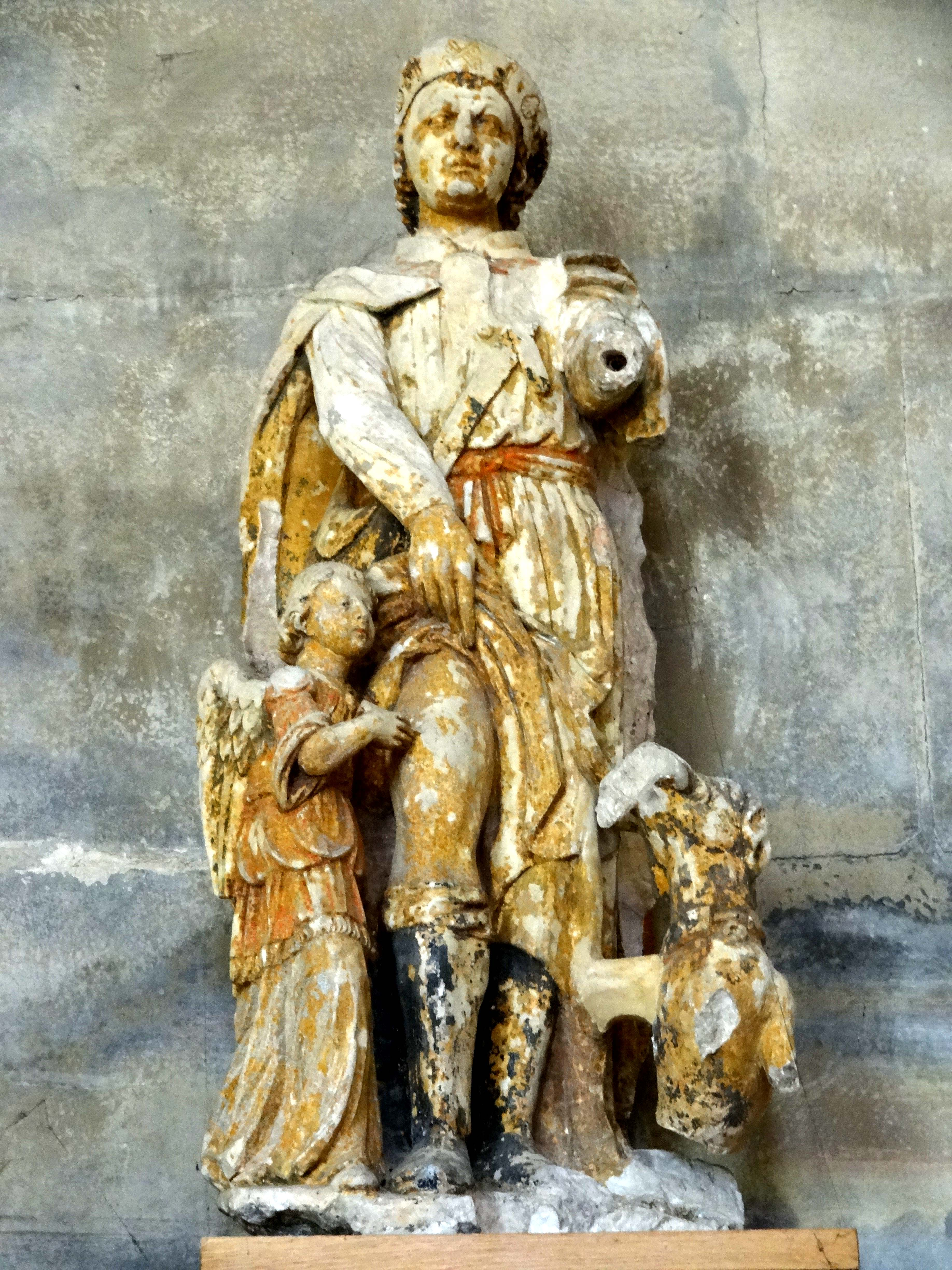
Skulptur des heiligen Rochus (16. Jahrhundert) in der Kirche St-Rémi

- Monuments historiques (Objekte) in Marines in der Base Palissy des französischen Kultusministeriums